# مطار تونغلياو
مطار تونغلياو (بالإنجليزية: Tongliao Airport)‏ و(بالصينية: 通辽机场) (إياتا: TGO، إيكاو: ZBTL) مطار عام يقع بمدينة تونغلياو في منغوليا الداخلية في الصين.  يبلغ طول المدرج 2300 م ويرتفع عن سطح البحر 730 م.

## شركات الطيران والوجهات
| شركـات طيـران         | الوجهات                                                                               |
| --------------------- | ------------------------------------------------------------------------------------- |
| Air Chang'an          | مطار هايلار دونغشان، مطار شيان شيانيانغ الدولي                                        |
| طيران الصين           | مطار بكين العاصمة الدولي، مطار بكين داشينغ الدولي                                     |
| طيران الصين اكسبرس    | مطار باوتو دونغي، مطار إيرينهوت سايوسو الدولي، Holingol، مطار شيلينهوت                |
| China United Airlines | مطار بكين داشينغ الدولي                                                               |
| Chongqing Airlines    | مطار تشونغتشينغ جيانغبى الدولي                                                        |
| خطوط هاينان الجوية    | مطار هانغتشو شياوشان الدولي، مطار هاربين الدولي                                       |
| خطوط شانغهاي الجوية   | مطار هاربين الدولي، مطار شانغهاي بودنغ الدولي                                         |
| سبرينغ (شركة طيران)   | مطار شانغهاي بودنغ الدولي، مطار شينزين باوان الدولي، مطار شيجياتشوانغ تشنغدينغ الدولي |
| خطوط تيانجين الجوية   | مطار تيانجين الدولي                                                                   |

## وصلات خارجية
- http://www.flightstats.com/go/Airport/airportDetails.do?airportCode=TGO